# دورايمون

صورة لدورايمون الشخصية الرئيسية

دورايمون (باليابانية: ドラえもん) هي سلسلة مانغا يابانية من تأليف ورسم فيوكو فوجيو، أنتجت إلى مسلسل أنمي تلفزيوني من قبل استوديو شين-إي أنيميشن. دُبلجت بعض حلقات الجزء الثاني للعربية تحت اسم عبقور في التسعينات. يتناول المسلسل قصة قط آلي يدعى دورايمون أتى عابرًا لحُدود الزمن من القرن الثاني والعشرين ليساعد طالب يدعى نوبيتا. عرض المسلسل لأول مرة في اليابان في شهر ديسمبر من العام 1969 وحاز على جائزة سوغاكوكان مانغا للأطفال في عام 1982 وجائزة حضارة اوسامو تازوكا في عام 1997، وفي مارس 2008 استحدثت اليابان منصبًا حكوميًّا جديد وفريد من نوعه للترويج لرسومها المتحركة (الأنمي) والثقافة اليابانية بشكل عام وقام وزير الخارجية الياباني ماساهيكو كومورا بتعيين دورايمون «سفيرًا للأنمي» وأقامت وزارة الخارجية اليابانية حفلًا لهذه المناسبة وبوجود العشرات من الفطائر المفضلة لدورايمون.

## القصة
يَحكي المُسلسل عن قطٌ آليٌ يُسمى «دورايمون» وهو من القرن الثاني والعشرين وقد أتى إلى القرن الحادي والعشرين عبر آلة الزمن من المستقبل لينقذ ولد كسول من مستقبله المريع يدعى بـ«نوبيتا» (نوبي في الدبلجة العربية).
يُحاول «نوبيتا» في بعض الأحيان أن يصير نشيطًا أو ان يكون الأفضل لكن الحظ دائمًا ما يُعاكسه.
«دورايمون» لديه جيب عجيب يخرج منه بعض الإختراعات من المستقبل لمساعدة «نوبيتا» في حياته اليومية، إلا أن هذه الاختراعات عادة ما تسبب له المشاكل عوض عن حلها.
عادة ما يتعرض «نوبيتا» للعنف من طرف «العملاق» وصديقه المتكبر «سونيو».

## الوسائط

### المانغا
في ديسمبر 1969، ظهرت مانغا دورايمون في ستة مجلات شهرية مختلفة للأطفال تنشرها شوغوكوكان. استهدفت المجلات الأطفال من الحضانة إلى الصف الرابع. في عام 1977 تم إطلاق CoroCoro Comic باعتبارها المجلة الرائدة في دورايمون.
منذ ظهور دورايمون في عام 1969، تم جمع القصص بشكل انتقائي في خمسة وأربعين مجلدًا، والتي تم نشرها تحت عنوان Shogakukan Tentōmushi Comics، من عام 1974 إلى عام 1996. نشرت شاغوكوكان مجموعة أعمال رئيسية مؤلفة من عشرين مجلدًا بين 24 يوليو 2009 و25 سبتمبر 2012.
بالإضافة إلى ذلك، ظهر دورايمون في مجموعة متنوعة من سلسلة المانغا من قبل شاغوكوكان. في عام 2005 نشرت سلسلة من خمسة مجلدات المانجا تحت عنوان دورايمون بلس، والتي لم يتم العثور عليها في خمسة وأربعين من المجلدات الأصلية. في 1 ديسمبر 2014، تم نشر المجلد السادس من دورايمون بلس. كان هذا هو المجلد الأول منذ ثماني سنوات.

### السلسلة التلفزيونية
| المسلسل  | سنة العرض | الاسم العربي |
| -------- | --------- | ------------ |
| دورايمون | 1973      | لم يُدبلج     |
| دورايمون | 1979      | عبقور        |
| دورايمون | 2005      | دورايمون     |

تم إنشاء ثلاثة مسلسلات رئيسية، فبعد إنشاء مسلسل رسوم متحركة قصير في عام 1973 من قبل تلفزيون شبكة تلفزيون نيبون، ظل دورايمون حصريًا إلى حد ما في شكل مانغا حتى عام 1979 عندما قام استوديو الرسوم المتحركة الذي تم إنشاؤه حديثًا، شين-أي أنيميشن (المملوك حاليًا بواسطة هيئة بث أساهي) بإنتاج سلسلة من الأنيميات عن دورايمون. أصبحت هذه السلسلة شائعة بشكل لا يصدق، وانتهت من خلال 1787 حلقة في 25 مارس 2005.

### أفلام
في عام 1980، أصدر توهو أول سلسلة من أفلام الرسوم المتحركة السنوية الطويلة المستندة إلى مجلدات خاصة مطولة يتم نشرها سنويًا. على عكس الأنمي والمانغا (يعتمد بعضها على القصص في مجلدات محددة)، فإنهم أكثر توجهًا نحو المغامرة، يأخذون شخصيات مألوفة من دورايمون ويضعونها في مجموعة متنوعة من الإعدادات الغريبة والخطرة. زار نوبيتا وأصدقاؤه عصر الديناصورات، وأبعد المجرات، وقلب أحلك إفريقيا (حيث واجهوا سباقًا من كلاب ثنائية القدم حساسة)، وأعماق المحيطات، وعالم السحر. تعتمد بعض الأفلام على الأساطير وعلى الأعمال الأدبية بما في ذلك رحلة إلى الغرب والليالي العربية. تحتوي بعض الأفلام أيضًا على موضوعات خطيرة، خاصة حول الموضوعات البيئية واستخدام التكنولوجيا. وعمومًا، فإن الأفلام لها نغمة أغمق إلى حد ما في قصصهم، على عكس المانجا وأنمي.
نشأت أيضًا أفلام قصيرة:
- 2112 مولد دورايمون 1995
- اليوم الذي ولدت فيه 2002

## روابط خارجية
- دورايمون على موقع ANN manga (الإنجليزية)